# Academia de Letras

Academia das Ciências de Lisboa; fundado em 1779, é a mais antiga academia de letras da língua portuguesa, ainda em actividade.

Academia de Letras é uma instituição de cunho literário e linguístico, que reúne uma quantidade limitada de membros efetivos, numa tradição iniciada no Século XVII com a Academia francesa.

## Histórico

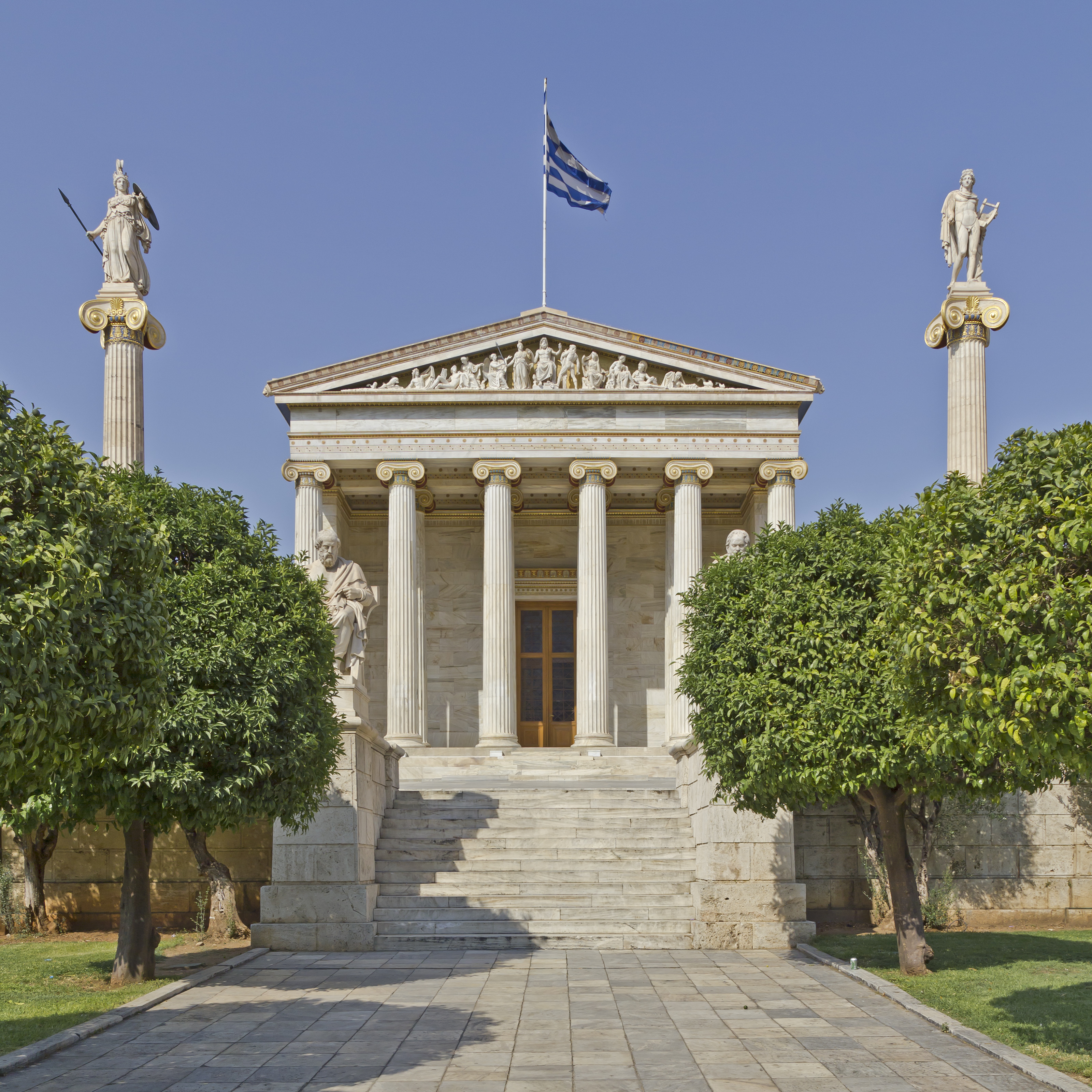
A "Academia de Platão" em Atenas.

O termo "academia" remonta à Academia de Platão - escola fundada pelo célebre filósofo grego nos jardins que um dia teriam pertencido ao herói Akademus (donde vem o nome). Ali buscava-se, pelo dialética socrática, o saber pelo questionamento e pelo debate. Ao contrário da Escola de Isócrates, onde o conhecimento consistia na mera repetição do saber.
Foi com esta ideia de debates, que diversas instituições literárias surgiram em França, entre as décadas de 1620 a 1630 - consolidando-se na matriarca de todas as agremiações literárias - a citada Académie…
Mas, mesmo antes destas, existiram outras instituições com objetivos análogos, tais como:
- Academia do Palácio - em Paris, de 1570 - a primeira a receber o nome de "Academia francesa", no reinado de Carlos IX.[3]
- Academia de Florença - de 1582, chamada "della Crusca" ou do "Farelo" - pois nas questões linguísticas dizia separar o joio do trigo, limitando o seu ingresso sob o lema "Il più bel fior ne coglie" (algo como "a fina flor colhida").[4]
- Academia dei Licei, também na Itália, de 1609.[5]

Após a fundação da Académie, em 1635, outras tantas surgiram e desapareceram:
- Academia das Inscrições e Belas Letras (1663, na França);[6]
- Academia de Ciências (1666, na França);[6]
- Sociedade Real ("Royal Society", Londres, 1660);[7]
- Arcádia Romana (1690);[8]

Em Portugal, onde se conheceu grande profusão de academias entre os séc. XVII e XVIII:
- Academia dos Generosos (Portugal, 1647);[10]
- Academia dos Singulares (Portugal, 1663);[10][11]
- Academia dos Solitários (1664)[12][9]
- Academia dos Únicos (1691)[10]
- Conferências Discretas e Eruditas (1696-1705);[10]
- Academia Instantânea (1675)[13]
- Academia dos Anónimos (inícios do século XVII)[10]
- Academia dos Ilustrados (1716)[10]
- Academia Portuguesa (1717-1722);[10]
- Academia Real de História Portuguesa (1720-1760);[10]
- Academia Problemática (1721)[10]
- Academia Vimaranense (1721)[10]
- Academia dos Aplicados (1722)[10]
- Academia dos Escolhidos (1740)[10]
- Academia dos Ocultos (1745)[10][12][9]

Ao Brasil, com certo atraso, foram fundadas:
- Academia Brasílica dos Esquecidos (na Bahia, 1724);[14]
- Academia dos Felizes (Rio de Janeiro, 1736);[15]
- Academia dos Selectos (Rio de Janeiro, 1751 ou 1752);[16]
- Academia Brasílica dos Renascidos (na Bahia, revivendo a dos Esquecidos, de vida breve - em 1759)[16]

Muitas outras vieram das quais apenas a francesa subsistiu - tendo também sido a única oficializada pelo Estado.

## Academias Portuguesas
A primeira academia portuguesa foi a Academia dos Generosos, fundada por D. António Alvares da Cunha, em 1647.
O espírito academista manifesta-se em Portugal, como nos restantes países europeus, desde o período renascentista, numa ótica de retomar a tradição da Grécia Antiga. Com efeito, são várias as academias organizadas entre nós ao longo dos séculos XVII e XVIII, desde a Academia dos Singulares (1663) à dos Ocultos (1745), passando por uma das mais ilustres, a Academia Real da História Portuguesa, criada por decreto de D. João V em 8 de Dezembro de 1720 – demonstrando a atenção dos monarcas lusos às tendências culturais da Europa.
Sob a influência de  D. Francisco Xavier de Meneses, 4° Conde da Ericeira, estas academias foram juntando aos interesses literários algumas preocupações científicas, que se materializaram nas entidades por ele sustentadas: as Conferências Discretas e Eruditas, a Academia dos Generosos, a Academia Portuguesa e a mencionada Academia da História. Todavia, enquanto estrutura de suporte ao desenvolvimento da ciência no sentido moderno, é à Academia das Ciências de Lisboa que cabe o protagonismo. Esta é, na história das academias portuguesas, a que mais se destaca, e já diversos autores consagraram estudos à sua formação, às suas actividades, e mesmo ao seu relevo no contexto científico
As primeiras academias portuguesas, denominadas «academias ericeirenses», por seguirem o modelo associado a D. Francisco Xavier de Meneses, pautavam-se pela falta de  normas rígidas e hierarquizadas de organização inerentes a um modelo académico de agremiação científica. Sendo certo que é notável, para a época e para o meio onde surgiram, que se tivessem feito tão significativos contributos para o debate apaixonado da ciência, o certo é que esta primeira geração de academias ainda tinha feições um tanto rudimentares.

## Academias no Brasil

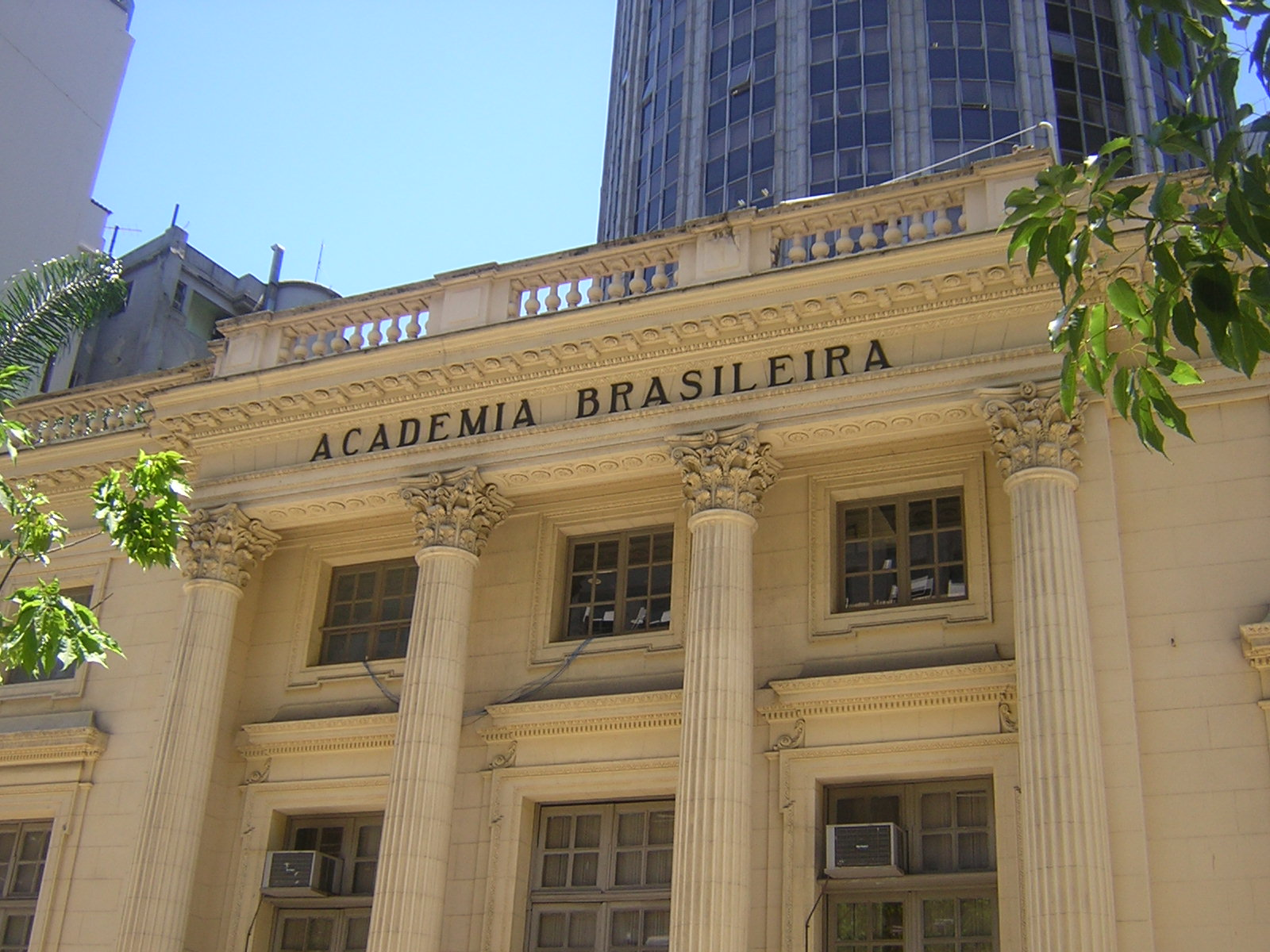
A Academia Brasileira de Letras, fundada em 1897, em Rio de Janeiro.

Após a fundação da Academia Brasileira de Letras, foram sendo constituídas Academias em cada Estado da Federação brasileira. Sem possuir a grandiosidade e importância da Brasileira, várias delas constituem-se ativas e importantes espaços para a divulgação da literatura local e reconhecimento dos valores estaduais, neste mister, destacam-se, nos dias atuais, a Academia Paulista de Letras e a Academia Cearense de Letras. A Carioca já ocupou lugar de destaque, mas hoje, assim como a Baiana, não tem conseguido manter o nível de atividade do passado.
Muitas cidades têm na sua Academia o órgão literário máximo, no qual se reúnem-se os expoentes locais, numa extensa lista. Nestas, destaque especial para a Montesclarense, a Academia Recifense de Letras e a Caetiteense - em Minas Gerais, Pernambuco e Bahia, respectivamente.

## Academias "mistas" e "categorizadas"
No Brasil, com a proliferação de entidades literárias, muitas cidades não reuniam "literatos" em número suficiente para que viessem a justificar a fundação de um "silogeu". Vieram, assim, as Academias "mistas": de "letras e artes" (em tese, todo "artista" pode ser membro); de "letras e música", etc.
De outro lado, certas categorias profissionais ou associativas, reunindo em seu bojo muitos escritores, passaram a criar Academias específicas: médicos, militares, maçons, passaram também a ter "suas" próprias Academias de letras, nominadas como no caso dos formados em Direito, das chamadas academias "de Letras Jurídicas".